# Aérodrome José Chávez Suárez
L'Aérodrome José Chávez  ou aéroport de Santa Ana del Yacuma (code IATA : SBL • code OACI : SLSA) est un aéroport situé dans la ville de Santa Ana del Yacuma, dans le municipio de Santa Ana de Yacuma, au sud du département de Beni en Bolivie. L'activité de cet aéroport est en déclin et il est principalement opéré par des avions taxis.

## Situation
| \| 20 km1:4 514 000 \| Camiri Chimoré Cobija Cochabamba El Trompillo Guayaramerín La Paz Oruro Potosí Puerto · Suárez Riberalta Rurrenabaque San Borja Santa Ana · del Yacuma Sucre Tarija Trinidad Uyuni Santa Cruz Yacuiba |
| 20 km1:4 514 000 |

## Compagnies et lignes
| Compagnies | Destinations       |
| ---------- | ------------------ |
| Amaszonas  | Trinidad (Bolivie) |

Edité le 7/12/2023